# Elecciones presidenciales de Estados Unidos de 2020 en Minesota
Las Elecciones presidenciales de Estados Unidos en Minesota de 2020 se realizaron el martes 3 de noviembre de 2020, como parte de las elecciones en los Estados Unidos de 2020 en las que participaron los 50 estados más el Distrito de Columbia. Los votantes de Minnesota eligieron electores para representarlos en el Colegio Electoral a través de un voto popular. El estado de Minnesota tiene 10 votos electorales en el Colegio Electoral.

## Elección general

### Predicciones
| Fuente                | Clasificación   | As of                  |
| --------------------- | --------------- | ---------------------- |
| Cook Political Report | Pequeña ventaja | 28 de octubre de 2020  |
| Inside Elections      | Probable        | 28 de octubre de 2020  |
| Sabato's Crystal Ball | Probable        | 2 de noviembre de 2020 |
| 270toWin              | Pequeña ventaja | 30 de octubre de 2020  |
| Político              | Pequeña ventaja | 2 de noviembre de 2020 |
| RealClearPolitics     | Competitivo     | 29 de octubre de 2020  |

### Encuestas
Resumen gráfico 

### Resultados
| Elecciones presidenciales de Estados Unidos en Minesota de 2020 | Elecciones presidenciales de Estados Unidos en Minesota de 2020 | Elecciones presidenciales de Estados Unidos en Minesota de 2020 | Elecciones presidenciales de Estados Unidos en Minesota de 2020 | Elecciones presidenciales de Estados Unidos en Minesota de 2020 | Elecciones presidenciales de Estados Unidos en Minesota de 2020 |
| Partido                                                         | Partido                                                         | Candidato/a                                                     | Votos                                                           | %                                                               | ±%                                                              |
| --------------------------------------------------------------- | --------------------------------------------------------------- | --------------------------------------------------------------- | --------------------------------------------------------------- | --------------------------------------------------------------- | --------------------------------------------------------------- |
|                                                                 | Demócrata                                                       | Joe Biden                                                       | 1 717 077                                                       | 52.55%                                                          | +5.75%                                                          |
|                                                                 | Republicano                                                     | Donald Trump (titular)                                          | 1 484 065                                                       | 45.42%                                                          | +0.02%                                                          |
|                                                                 | Libertario                                                      | Jo Jorgensen                                                    | 34 976                                                          | 1.07%                                                           | -2.83%                                                          |
| Total                                                           | Total                                                           | Total                                                           | 3 267 206                                                       | 100.00%                                                         |                                                                 |
| Margen de victoria                                              | Margen de victoria                                              | Margen de victoria                                              | 233 012                                                         | 7.13%                                                           |                                                                 |